# 维姆 (索姆省)
维姆（法語：Vismes，法語發音：[vim]）是法国上法蘭西大區索姆省的一个市镇，属于阿布维尔区。

## 地理
维姆（50°0'44"N, 1°40'20"E）面积13.26 平方千米，位于法国上法蘭西大區索姆省，该省份为法国北部沿海省份，北起加来海峡省和北部省，西接滨海塞纳省和大西洋英吉利海峡，南至瓦兹省，东临埃纳省。
与维姆接壤的市镇（或旧市镇、城区）包括：弗雷特默勒、迈尼耶尔、马尔泰讷维尔、维默地区图尔斯、勒特朗莱。
维姆的时区为UTC+01:00、UTC+02:00（夏令时）。

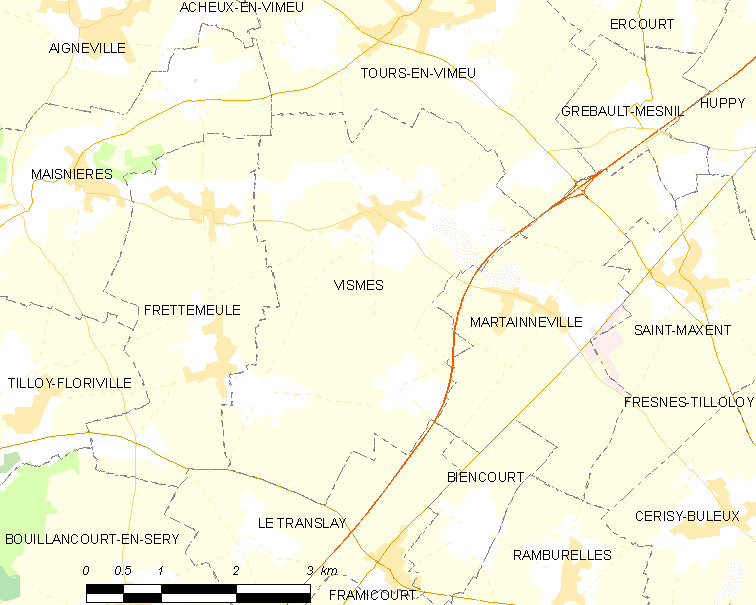
维姆的OSM定位图

## 行政
维姆的邮政编码为80140，INSEE市镇编码为80809。

## 政治
维姆所属的省级选区为加马什县。

## 人口

1962-2008年间维姆人口变化图示

维姆于2022年1月1日时的人口数量为473人。